# عناصر فلسفه حق
عناصر فلسفه حق یکی از کتاب‌های هگل است که در آن به مبانی فلسفی حقوق، سیاست، اخلاق و جامعه می‌پردازد. این کتاب را مهبد ایرانی‌طلب در سال ۱۳۷۸ به فارسی ترجمه کرد. این کتاب به نحوی در تدوین قانون اساسی کشورهای اروپایی تأثیرگذار بوده‌است.